# Клірвотер (Британська Колумбія)
Клірвотер (англ. Clearwater) — окружний муніципалітет в Канаді, у провінції Британська Колумбія, у складі регіонального округу Томпсон-Нікола.

## Населення
За даними перепису 2016 року, окружний муніципалітет нараховував 2324 особи, показавши скорочення на 0,3%, порівняно з 2011-м роком. Середня густина населення становила 41,7 осіб/км².
З офіційних мов обидвома одночасно володіли 75 жителів, тільки англійською — 2 230, а 5 — жодною з них. Усього 100 осіб вважали рідною мовою не одну з офіційних, з них 5 — українську.
Працездатне населення становило 59% усього населення, рівень безробіття — 9,1% (9% серед чоловіків та 9,2% серед жінок). 83,6% осіб були найманими працівниками, а 15,1% — самозайнятими.
Середній дохід на особу становив $39 856 (медіана $30 165), при цьому для чоловіків — $52 571, а для жінок $26 059 (медіани — $42 496 та $22 528 відповідно).
31% мешканців мали закінчену шкільну освіту, не мали закінченої шкільної освіти — 23,4%, 45,5% мали післяшкільну освіту, з яких 24,6% мали диплом бакалавра, або вищий.
| Статево-вікова структура населення | Статево-вікова структура населення | Статево-вікова структура населення | Статево-вікова структура населення | Статево-вікова структура населення |
| ---------------------------------- | ---------------------------------- | ---------------------------------- | ---------------------------------- | ---------------------------------- |
|                                    |                                    |                                    |                                    |                                    |
| Всього                             | Всього                             | 50,3%49,7%                         |                                    |                                    |
| 0 — 14 років                       | 0 — 14 років                       |                                    | 16,1%                              | 16,1%                              |
| 15 — 64 років                      | 15 — 64 років                      |                                    | 63,9%                              | 63,9%                              |
| 65 і більше                        | 65 і більше                        |                                    | 20%                                | 20%                                |
| 85 і більше                        | 85 і більше                        |                                    | 1,9%                               | 1,9%                               |
| Середній вік (років)               | Середній вік (років)               | 43,9                               | 43,9                               | 43,9                               |
| Медіана (років)                    | Медіана (років)                    | 47,147,9                           | 47,5                               | 47,5                               |
| — чоловіки — жінки                 |                                    |                                    |                                    |                                    |

| Походження мешканців:     | Походження мешканців:     | Походження мешканців: | Походження мешканців: | Походження мешканців: |
| ------------------------- | ------------------------- | --------------------- | --------------------- | --------------------- |
| Походження                |                           |                       | осіб                  | %                     |
| Корінні американці        | Корінні американці        |                       | 285                   | 12.47%                |
| Інше північноамериканське | Інше північноамериканське |                       | 660                   | 28.88%                |
| Європейське               | Європейське               |                       | 1 875                 | 82.06%                |
| британське                | британське                |                       | 1 250                 | 54.7%                 |
| французьке                | французьке                |                       | 310                   | 13.57%                |
| українське                | українське                |                       | 210                   | 9.19%                 |
| Латинськоамериканське     | Латинськоамериканське     |                       | 15                    | 0.66%                 |
| Африканське               | Африканське               |                       | 10                    | 0.44%                 |
| Азійське                  | Азійське                  |                       | 55                    | 2.41%                 |
| Океанійське               | Океанійське               |                       | 10                    | 0.44%                 |

| Зайнятість населення за галузями (за класифікацією NOC): | Зайнятість населення за галузями (за класифікацією NOC): | Зайнятість населення за галузями (за класифікацією NOC): | Зайнятість населення за галузями (за класифікацією NOC): | Зайнятість населення за галузями (за класифікацією NOC): |
| -------------------------------------------------------- | -------------------------------------------------------- | -------------------------------------------------------- | -------------------------------------------------------- | -------------------------------------------------------- |
|                                                          |                                                          |                                                          |                                                          |                                                          |
| Управління                                               | Управління                                               |                                                          | 7,9%                                                     | 7,9%                                                     |
| Бізнес, фінанси та адміністрування                       | Бізнес, фінанси та адміністрування                       |                                                          | 10,5%                                                    | 10,5%                                                    |
| Природничі та прикладні науки                            | Природничі та прикладні науки                            |                                                          | 8,3%                                                     | 8,3%                                                     |
| Охорона здоров'я                                         | Охорона здоров'я                                         |                                                          | 5,2%                                                     | 5,2%                                                     |
| Освіта, правозахист, муніципальні та урядові служби      | Освіта, правозахист, муніципальні та урядові служби      |                                                          | 8,3%                                                     | 8,3%                                                     |
| Мистецтво, культура, відпочинок та спорт                 | Мистецтво, культура, відпочинок та спорт                 |                                                          | 0,9%                                                     | 0,9%                                                     |
| Роздрібна торгівля та послуги                            | Роздрібна торгівля та послуги                            |                                                          | 24%                                                      | 24%                                                      |
| Гуртова торгівля, транспорт та обладнання                | Гуртова торгівля, транспорт та обладнання                |                                                          | 16,6%                                                    | 16,6%                                                    |
| Природні ресурси, сільське господарство                  | Природні ресурси, сільське господарство                  |                                                          | 14,4%                                                    | 14,4%                                                    |
| Виробництво                                              | Виробництво                                              |                                                          | 3,9%                                                     | 3,9%                                                     |

## Клімат
Середня річна температура становить 6,3°C, середня максимальна – 22,7°C, а середня мінімальна – -13,8°C. Середня річна кількість опадів – 538 мм.
| Клімат поселення                              | Клімат поселення | Клімат поселення | Клімат поселення | Клімат поселення | Клімат поселення | Клімат поселення | Клімат поселення | Клімат поселення | Клімат поселення | Клімат поселення | Клімат поселення | Клімат поселення | Клімат поселення |
| Показник                                      | Січ.             | Лют.             | Бер.             | Квіт.            | Трав.            | Черв.            | Лип.             | Серп.            | Вер.             | Жовт.            | Лист.            | Груд.            |                  |
| Середній максимум, °C                         | 0,35             | 4,04             | 9,05             | 14,23            | 18,98            | 22,65            | 21,58            | 21,31            | 16,06            | 9,79             | 3,12             | −1,88            |                  |
| Середня температура, °C                       | −6,71            | −3               | 1,99             | 7,17             | 11,93            | 15,59            | 18,06            | 17,79            | 12,55            | 6,27             | −0,38            | −5,39            |                  |
| Середній мінімум, °C                          | −13,75           | −10,06           | −5,05            | 0,12             | 4,86             | 8,55             | 14,55            | 14,28            | 9,04             | 2,76             | −3,89            | −8,91            |                  |
| Норма опадів, мм                              | 47               | 30               | 26               | 33               | 42               | 58               | 53               | 53               | 42               | 44               | 55               | 55               |                  |
| Середньомісячна швидкість вітру, м/с          | 1.70             | 1.71             | 1.99             | 2.16             | 2.08             | 1.92             | 1.83             | 1.70             | 1.62             | 1.71             | 1.90             | 1.80             |                  |
| Середньомісячна сонячна радіація, кДж/м²·день | 3019             | 6204             | 11165            | 16203            | 19731            | 21380            | 22120            | 18790            | 13010            | 7279             | 3366             | 2336             |                  |
| --------------------------------------------- | ---------------- | ---------------- | ---------------- | ---------------- | ---------------- | ---------------- | ---------------- | ---------------- | ---------------- | ---------------- | ---------------- | ---------------- | ---------------- |
| Джерело:                                      |                  |                  |                  |                  |                  |                  |                  |                  |                  |                  |                  |                  |                  |